# Championnat du monde masculin de basket-ball 1963
Navigation
1963 - Brésil 1967 - Uruguay
Le Championnat du monde masculin de basket-ball 1963 s'est déroulé au Brésil du 11 au 23 mai 1963.

## Podium final
Le podium final de ce championnat du monde est :
| Médaille                  | Pays        |
| ------------------------- | ----------- |
| Médaille d'or, monde      | Brésil      |
| Médaille d'argent, monde  | Yougoslavie |
| Médaille de bronze, monde | URSS        |

## Compétition
Les deux premiers de chaque groupe sont qualifiés pour le tour final. Lors de celui-ci, chaque équipe affronte les six autres du groupe, auquel s'est ajouté le Brésil, qualifié d'office pour ce tour final en tant qu'organisateur.
Le classement final s'établit en fonction des classements du tour final et du tournoi de classement.

## Équipes participantes et groupes
| Groupe A Canada France URSS Uruguay | Groupe B Japon Pérou Porto Rico Yougoslavie | Groupe C Argentine Italie Mexique États-Unis | Qualifiés pour le tour final Brésil |

## Premier tour

### Groupe A
| Rang | Pays    | Pts | V | D |
| ---- | ------- | --- | - | - |
| 1    | URSS    | 6   | 3 | 0 |
| 2    | France  | 5   | 2 | 1 |
| 3    | Uruguay | 4   | 1 | 2 |
| 4    | Canada  | 3   | 0 | 3 |

### Groupe B
| Rang | Pays        | Pts | V | D |
| ---- | ----------- | --- | - | - |
| 1    | Yougoslavie | 6   | 3 | 0 |
| 2    | Porto Rico  | 5   | 2 | 1 |
| 3    | Japon       | 4   | 1 | 2 |
| 4    | Pérou       | 3   | 0 | 3 |

### Groupe C
| Rang | Pays       | Pts | V | D |
| ---- | ---------- | --- | - | - |
| 1    | États-Unis | 6   | 3 | 0 |
| 2    | Italie     | 5   | 2 | 1 |
| 3    | Mexique    | 4   | 1 | 2 |
| 4    | Argentine  | 3   | 0 | 3 |

## Tournoi de classement
| Rang | Pays      | Pts | V | D |
| ---- | --------- | --- | - | - |
| 1    | Argentine | 9   | 4 | 1 |
| 2    | Mexique   | 8   | 3 | 2 |
| 3    | Uruguay   | 8   | 3 | 2 |
| 4    | Canada    | 8   | 3 | 2 |
| 5    | Pérou     | 7   | 2 | 3 |
| 6    | Japon     | 5   | 0 | 5 |

## Tour final
| Rang | Pays        | Pts | V | D |
| ---- | ----------- | --- | - | - |
| 1    | Brésil      | 12  | 6 | 0 |
| 2    | Yougoslavie | 11  | 5 | 1 |
| 3    | URSS        | 10  | 4 | 2 |
| 4    | États-Unis  | 9   | 3 | 3 |
| 5    | France      | 8   | 2 | 4 |
| 6    | Porto Rico  | 7   | 1 | 5 |
| 7    | Italie      | 6   | 0 | 6 |

## Classement final
| Rang | Équipe      |
| ---- | ----------- |
| 1    | Brésil      |
| 2    | Yougoslavie |
| 3    | URSS        |
| 4    | États-Unis  |
| 5    | France      |
| 6    | Porto Rico  |
| 7    | Italie      |
| 8    | Argentine   |
| 9    | Mexique     |
| 10   | Uruguay     |
| 11   | Canada      |
| 12   | Pérou       |
| 13   | Japon       |

## 5 Majeur du tournoi
- Amaury Pasos (Brésil)
- Wlamir Marques (Brésil)
- Aleksander Petrov (URSS)
- Don Kojis (USA)
- Maxime Dorigo (France)